# Paranthrene flammans
Paranthrene flammans is een vlinder uit de familie wespvlinders (Sesiidae), onderfamilie Sesiinae.
Paranthrene flammans is voor het eerst wetenschappelijk beschreven door Hampson in 1893. De soort komt voor in het Palearctisch gebied.